# Plexaura capoblancoi
Plexaura capoblancoi är en korallart som beskrevs av Stiasny 1936. Plexaura capoblancoi ingår i släktet Plexaura och familjen Plexauridae. Inga underarter finns listade i Catalogue of Life.